# Come ammazzare mamma e papà
Come ammazzare mamma e papà è un libro umoristico di Antonio Amurri del 1978.

## Struttura del libro
Il libro è strutturato come una raccolta di casi. Ogni tipologia di genitori ha due nomi, uno in italiano e uno in francese (omaggio a Les Parents terribles di Jean Cocteau).

## Edizioni
- Antonio Amurri, Come ammazzare mamma e papà, Biblioteca Umoristica Mondadori, Arnoldo Mondadori Editore, 1978,  p. 240.

- Antonio Amurri, Come ammazzare mamma e papà, nuova ed. Oscar Narrativa, Arnoldo Mondadori Editore, 1991,  p. 240, ISBN 88-04-35009-1.